# 통각

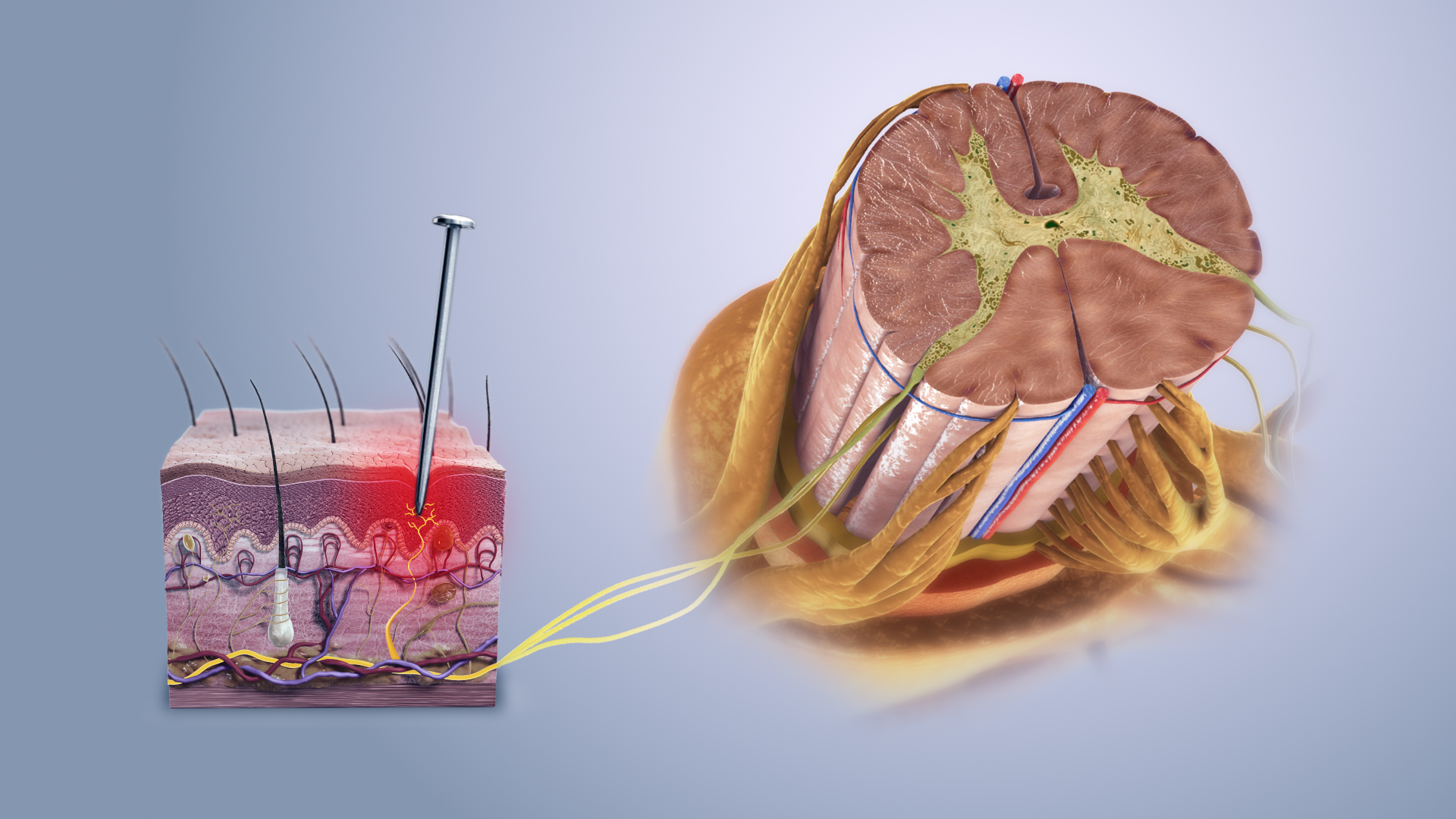
유해자극이 통각수용기를 자극하여 발생한 통각은 척수를 통해 뇌로 전달된다.

통각(痛覺, nociception)은 유해자극에 대한 신체의 처리과정이다. 통증의 감각적 원인이다. 화학적 자극(캡사이신 등), 물리적 자극(타박상 등), 열자극이 말초신경계에서 통각수용기를 자극하여 만들어낸 전기신호가 신경을 통해 척수를 거쳐 뇌로 전달되어 뇌에서 통증을 느낄 수 있다. 그러나 통각수용기를 통해 전달되는 신호가 모두 통증으로 인지되는 것은 아니고, 통증의 모든 원인이 감각에 있는 것은 아니다.

## 기전

### 말초신경계
통각은 특정 신경 섬유에 인접해 있는 조직에 부분적 손상에 따라 발생한다. 조직의 손상은 피부 내의 통각 섬유를 활성화시키는 화학 물질을 분비하여 신경 말단에 작용하도록 하는데, 신경펩티드, 세로토닌, 히스타민 등이 그러한 물질에 해당된다. 진통제 연구에서는 이 물질들이 매우 중요하게 여겨진다. 화학 물질의 결합으로 뉴런에서 발생된 활동 전위는 척수의 배각(dorsal horn)으로 연결되어, 척수에서 시냅스를 이루어 통증 섬유를 자극해 글루타메이트, P물질을 분비시킨다. 그리하여 뇌의 시상에까지 통증에 관한 정보를 전달하게 된다.
통증 섬유는 축삭돌기의 종류에 따라 미엘린 수초로 둘러싸인 것(Aα, Aβ, Aδ)과 둘러싸이지 않은(C) 것으로 구분할 수 있다. 이는 다시 수용체 타입에 따라 차례로 골격근 수용기, 피부의 기계적 감각 수용기, 통증·온도 수용기, 통증·온도·가려움 수용기의 네 가지로 구분된다. 각각의 섬유는 자극의 종류에 따라 역할이 분화되어 있을 뿐 아니라 직경이나, 전도 속도, 역치 수준에서 다른 특징을 가지고 있다.
캡사이신에 관한 연구는 자극에 특성화된 통증섬유에 관한 이러한 이론을 뒷받침해주고 있다. 고추를 먹었을 때 매운 맛을 느끼게 하는 성분인 캡사이신에 반응하는 수용체를 연구하던 학자들은, 이 수용체가 온도의 갑작스러운 상승에도 반응한다는 사실을 발견했다. 이 수용체를 vanilloid receptor 1(VR1)이라 부른다. VR1 수용체가 결핍된 쥐의 경우 기계적 자극에 의한 통증에는 반응을 보였으나, 열이나 캡사이신에 의한 자극에는 반응을 보이지 않았다. 이에 따르면, 매운 고추를 먹었을 때 뜨겁게 느껴지는 이유를 고추에 함유된 캡사이신이 VR1 수용체를 활성화시키기 때문으로 설명할 수 있다. 캡사이신을 피부에 흡수시킬 경우 관절의 통증을 완화시키기도 하는데, 이는 통증 섬유가 과활성화됨에 따라 신경전달물질이 일시적으로 소진되었기 때문일 것으로 풀이된다.

### 중추신경계 경로
중추신경계에서는 특수한 경로를 따라 통증이 전달된다. 신경 정보를 전달하는 말초신경의 구심성 섬유들은 글루타메이트와 같은 신경전달물질을 사용해 세포를 활성화시키는데, 이 때 신경조절물질로 척수의 배각부에 있는 신경펩티드인 P물질이 함께 분비된다. 예를 들어 캡사이신을 피부 내로 주사할 경우 특정한 통증 자극이 유발됨에 따라 척수에서 P물질이 분비되고, 이것이 시냅스후뉴런의 수용체에 결합함에 따라 통증이 전달되는 것이다. 그 단계는 다음과 같다.
1. 통증 정보는 미엘린으로 감싸진 Aδ 섬유에 의해 빠르게 전달되거나, 미엘린이 없는 C 섬유를 통해 느리게 전달되며, 척수에서 시냅스를 형성한다.
2. 이후 배각부 뉴런의 축삭(axon)이 교차가 일어나고, 자극이 척수를 따라 연수, 뇌교를 거치며 올라가게 된다.
3. 뇌교에 다다른 통증 정보는 소리를 지르는 등 통증에 따른 행동을 조절하는 뇌간 지역에 전달된다.
4. 중뇌를 거친 통증 정보는 시상, 대뇌피질의 많은 지역에 전달된다.
5. 통증정보는 전뇌에서 다시 시냅스를 형성하여 대상회 앞쪽을 활성화시킨다.

## 같이 보기
- 전기수용
- 기계수용기
- 고유감각